# Cantico dei cantici
Il Cantico dei cantici, o semplicemente Cantico (in ebraico שיר השירים‎?, shìr hasshirìm, "Cantico sublime"; in greco antico: ᾎσμα ᾈσμάτων?, ásma asmátōn; in latino Canticum Canticorum), è un testo contenuto nella Bibbia ebraica (Tanakh) e cristiana.
Attribuito al re Salomone, celebre per la sua saggezza, per i suoi canti e anche per i suoi amori, il Cantico dei cantici fu composto non prima del IV secolo a.C. ed è uno degli ultimi testi accolti nel canone della Bibbia, circa un secolo dopo la nascita di Cristo, secondo la tradizione ebraica con il sinodo rabbinico di Jamnia. È composto da otto capitoli contenenti poemi d'amore in forma dialogica tra un uomo (Salomone) e una donna (Sulammita).

## Nome e autore

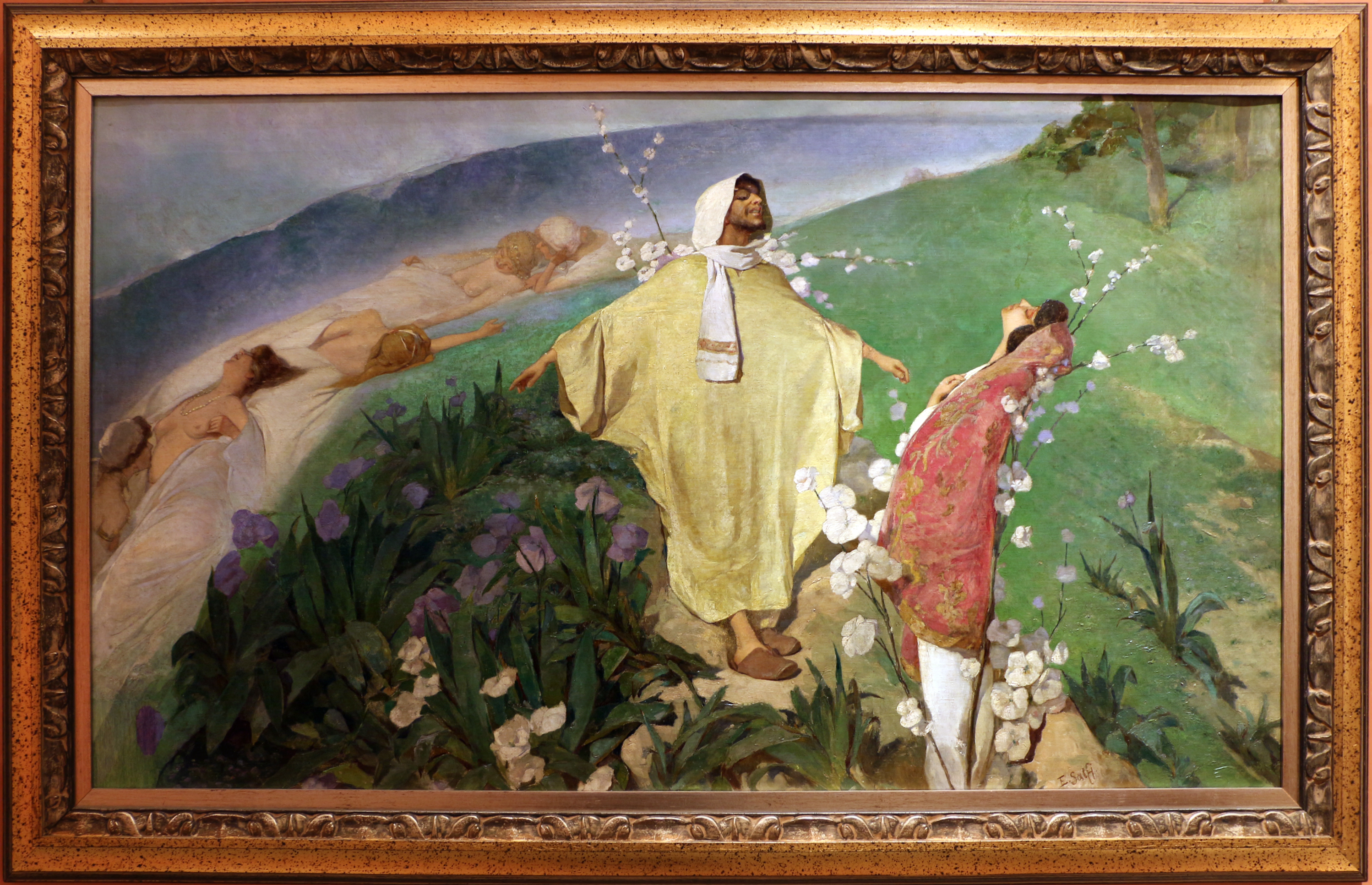
Enrico Salfi, Cantico dei cantici (1930 circa; Reggio Calabria, Pinacoteca Civica).

Il nome del libro, con la ripetizione della parola "cantico", secondo il modo di costruire le frasi della lingua ebraica, è da considerarsi come un superlativo e andrebbe reso come «il più sublime tra i cantici».
Viene conosciuto anche come Cantico di Salomone, poiché se ne attribuisce la paternità all'antico re di Israele del X secolo a.C., Salomone: la tradizione ebraica vuole sia stato scritto con la costruzione del Tempio di Gerusalemme. In realtà si ritiene sia opera di uno scrittore anonimo del IV secolo a.C. che ha fatto confluire nel testo diversi poemi antecedenti originari dell'area mesopotamica. Lo stesso artificio ("scritto da Salomone") è stato usato dal Libro della Sapienza composto nel primo secolo a.C..

## Divisione del libro
Il libro, non seguendo un ordine prestabilito, ha sempre presentato delle difficoltà nel momento in cui si è voluto suddividerlo per uno studio più approfondito. Alcuni lo hanno considerato divisibile in cinque cantici, oppure in sei scene, oppure in sette poemi o più, e fino ad arrivare al caso estremo di considerarlo formato di ventitré cantici.
La suddivisione più moderna e maggiormente accettata è la seguente, composta da un prologo, cinque poemi e due appendici:
1. Prologo 1,1-4[3];
2. Primo poema 1,5-2,7[4];
3. Secondo poema 2,8-3,5[5];
4. Terzo poema 3,6-5,1[6];
5. Quarto poema 5,2-6,3[7];
6. Quinto poema 6,4-8,4[8];
7. Prima appendice (chiamato anche epilogo) 8,5-7[9];
8. Appendice finale 8,8-14[10].

## Contenuto

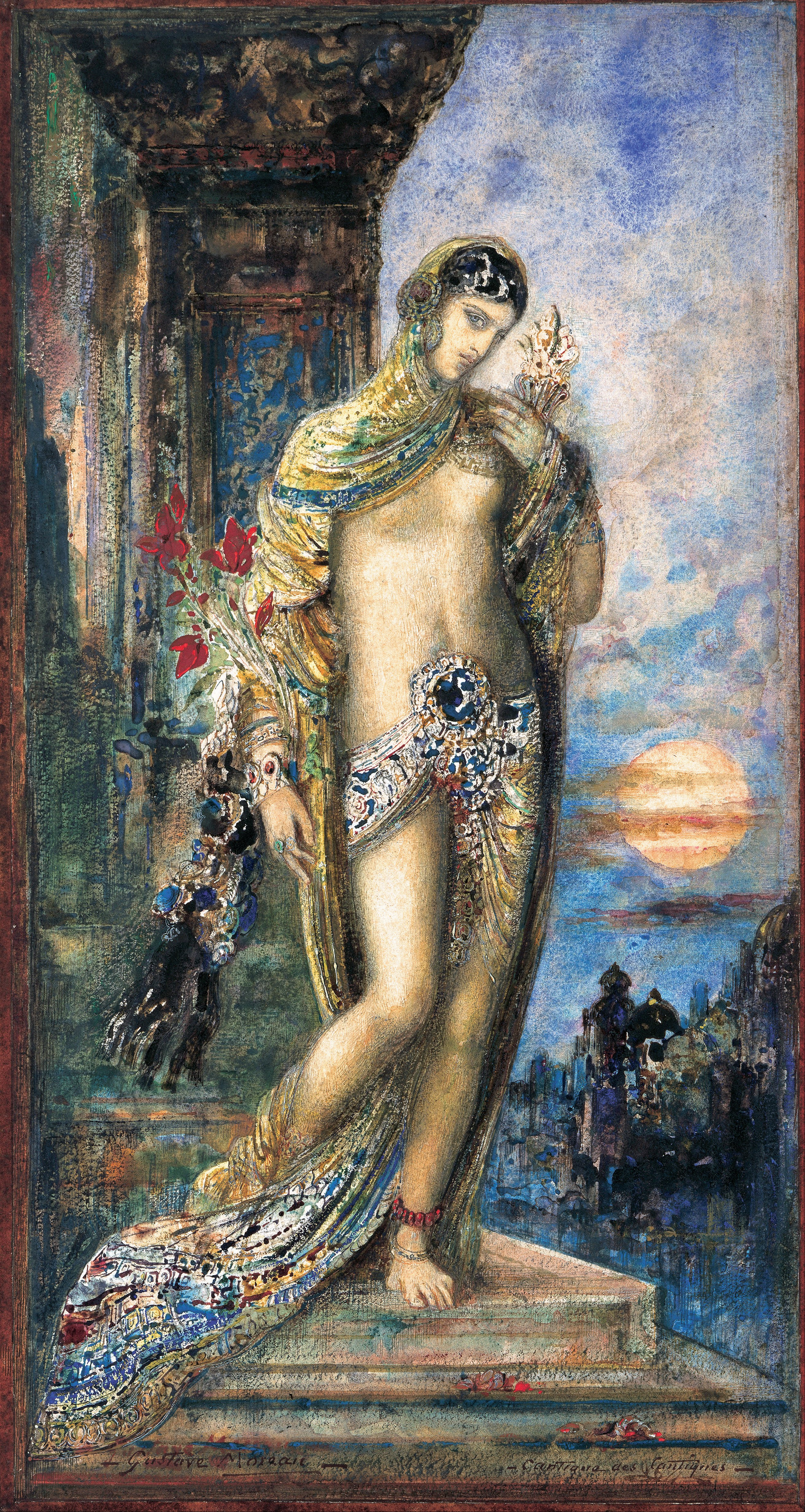
Gustave Moreau, Cantico dei cantici (acquerello, 1893; Kurashiki, Ohara Museum of Art).

L'introduzione chiama il poema "cantico dei cantici" (o "canzone delle canzoni"), costruzione comunemente usata nell'ebraico scritturale per mostrare qualcosa come la più grande e la più bella della sua specie (come in "Santo dei Santi").
Il poema vero e proprio inizia con l'espressione del desiderio della donna per il suo amante e la sua autodescrizione alle figlie di Gerusalemme: essa insiste sul proprio corpo nero abbronzato dal sole, paragonandolo alle tende dei nomadi kedariti e alle tende di Salomone. Segue un dialogo tra gli amanti: la donna chiede all'uomo di incontrarsi, lui le risponde con tono leggermente stuzzicante. I due si scambiano complimenti lusinghieri: «la mia amata è per me come un grappolo di Cipro in fiore nei vigneti di En Gedi», «"un melo tra gli alberi del bosco», «un giglio tra i rovi», mentre il letto che condividono è come un baldacchino nella foresta. La sezione si chiude con la donna che dice alle figlie di Gerusalemme di non svegliare il suo amore fino a quando non sarà pronto.
La donna ricorda una visita del suo amante in primavera, usando immagini tratte dalla vita di un pastore, e dice che il suo «pascola il suo gregge tra i gigli». La donna si rivolge ancora una volta alle figlie di Gerusalemme, descrivendo la sua fervente e infine riuscita ricerca dell'amante per le strade notturne della città. Quando lo trova, lo porta quasi con la forza nella camera in cui la madre l'ha concepito. Rivela che si tratta di un sogno, visto sul suo "letto di notte" e finisce con l'avvertire nuovamente le figlie di Gerusalemme «di non suscitare l'amore finché non sarà pronto».

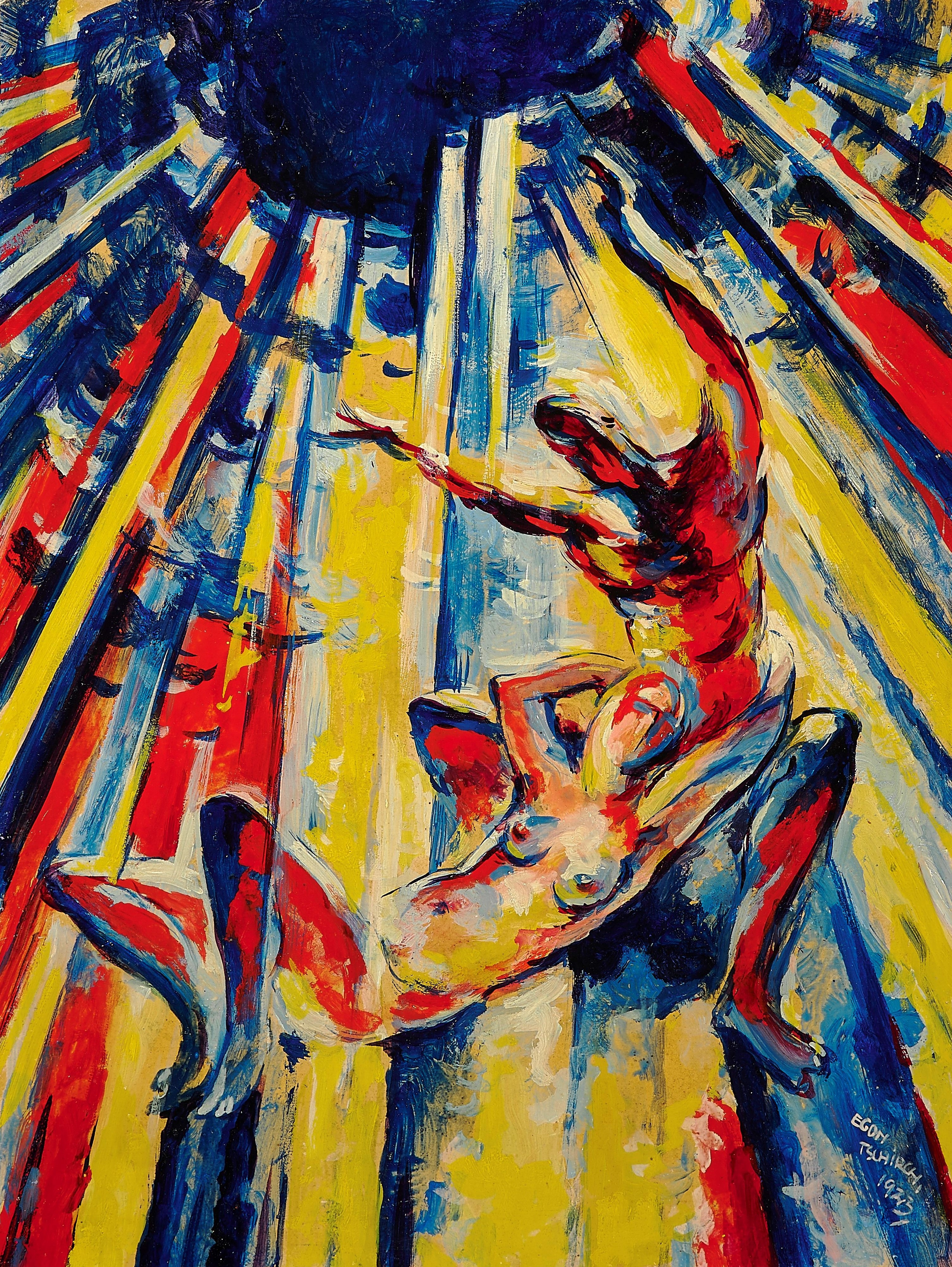
Egon Tschirch, La canzone di Salomone n. 11 (guazzo su cartone, 1923).

La sezione successiva riporta un corteo nuziale reale: Salomone è menzionato per nome e le figlie di Gerusalemme sono invitate a venire a vedere la cerimonia. L'uomo descrive la sua amata: i suoi capelli sono come un gregge di capre che pascola sul monte Galaad, i suoi denti come pecore tosate, le labbra sembrano un nastro rosso e le gote dietro al velo assomigliano a due melagrane, i seni come due cerbiatti che pascolano tra i gigli. I toponimi sono molto presenti: il suo collo è come la torre di Davide, il suo profumo è come quello del Libano. Si affretta ad evocare la sua amata, dicendo che è rapita anche solo da un singolo sguardo. La sezione diventa una "poesia da giardino", in cui la descrive come un "giardino chiuso a chiave" (di solito si pensa che sia casta). La donna invita l'uomo a entrare nel giardino e ad assaggiarne i frutti; l'uomo accetta l'invito e un terzo gli dice di mangiare, bere, e "ubriacarsi d'amore".
La donna racconta alle figlie di Gerusalemme un altro sogno: era nella sua camera quando il suo amante ha bussato. Lei è stata lenta ad aprire, così che quando finalmente aprì la porta, lui se n'era già andato. Ha cercato di nuovo per le strade, ma questa volta non è riuscita a trovarlo e le sentinelle, che l'avevano aiutata prima, ora la picchiano. Chiede alle figlie di Gerusalemme di aiutarla a trovarlo e descrive il suo bell'aspetto fisico. Alla fine, ammette che il suo amante si trova nel suo giardino, al sicuro dal male, e si impegna con lei come lei con lui.
L'uomo descrive la sua amata, in parte con le stesse metafore del terzo poema, mentre la donna invita l'amante a seguirlo nei campi e nei villaggi per tutta la notte, così da potere andare a vedere i germogli nelle vigne e i fiori dei melograni e lì fare l'amore.
La donna paragona l'amore alla morte e allo sheol: l'amore è implacabile e geloso come questi due, e non può essere placato da nessuna forza.
Ella chiama il suo amante usando il linguaggio usato prima: egli dovrebbe venire «come una gazzella o un giovane cervo sulla montagna di spezie».

## Nell'ebraismo
Il testo ha un altissimo valore nell'ebraismo, essendo uno dei cinque meghillot, ovvero dei rotoli letti in occasione delle principali feste: il Cantico, proprio per la sua importanza, è assegnato alla Pasqua. Nei secoli sono state molteplici le interpretazioni del testo, sia da parte della dottrina canonica ebraica che cristiana, a riprova della grande considerazione che il Cantico ha sempre avuto nelle due religioni. Tra le interpretazioni allegoriche più diffuse abbiamo, nel primo caso, quella dell'amore del creatore per il suo popolo (Israele), nel secondo caso dell'amore tra Gesù e la chiesa, la sposa di Cristo.
Nella religione ebraica, per la santità del contesto e del suo significato simbolico, il testo viene paragonato al luogo più santo e interno del tempio di Gerusalemme, il Qodesh haQodashim: il Cantico dei cantici infatti include metaforicamente tutta la Torah. Ciascuna verità espressa in questo è preziosissima e cara agli ebrei.
Il Cantico dei cantici è metafora del legame tra Dio e il popolo d'Israele.
Molte comunità ebraiche usano recitarlo prima della tefillah dello shabbat.

## Interpretazione cristiana

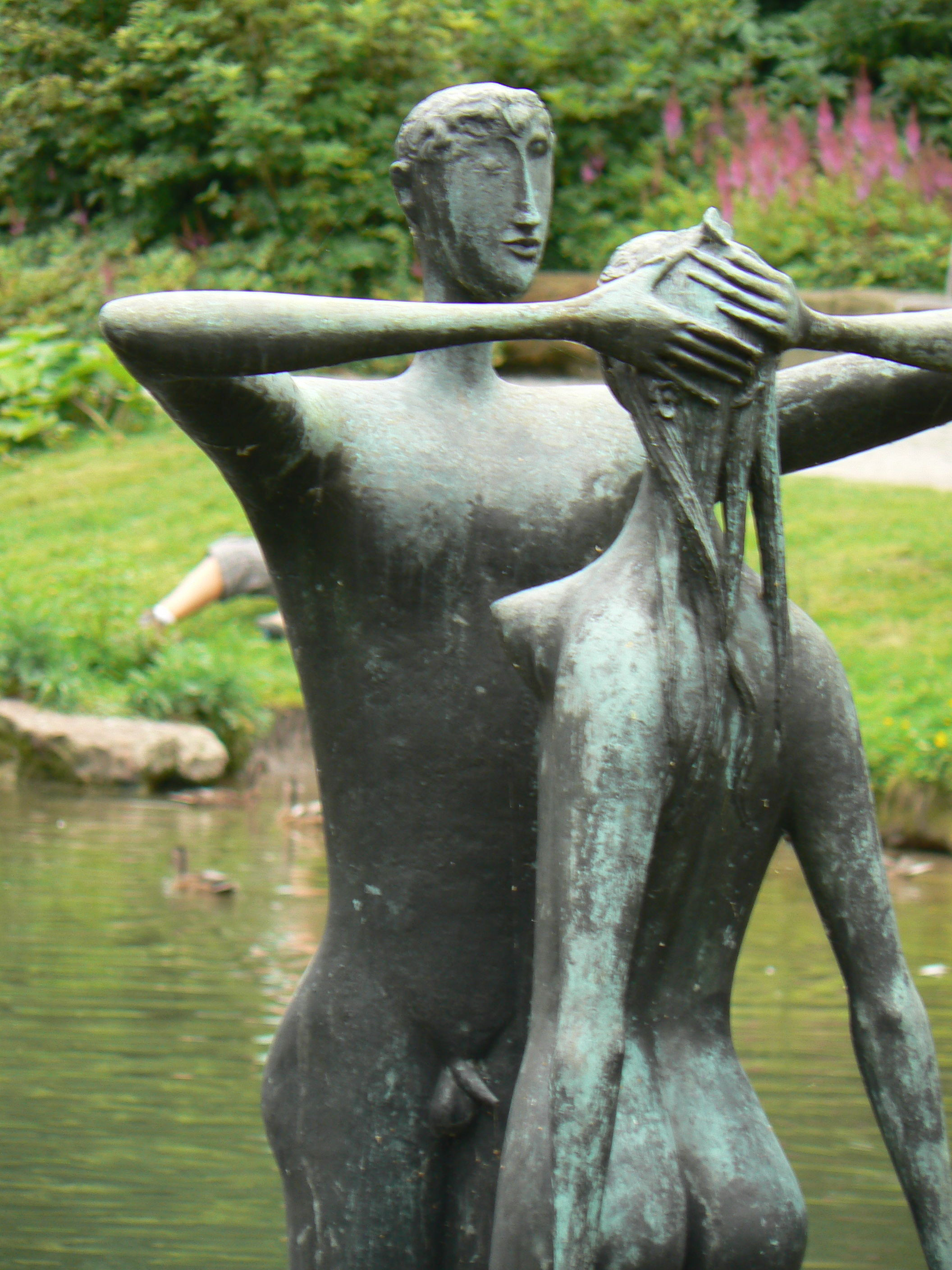
Marcello Mascherini, Cantico dei cantici (bronzo, 1957; Clinica di Marl, in Germania, al parco delle sculture "Paracelsus", succursale del Museo delle Sculture nella stessa città).

È uno dei testi più lirici e inusuali delle Sacre Scritture. Racconta in versi l'amore tra due innamorati, con tenerezza ma anche con un ardire di toni ricco di sfumature sensuali e immagini erotiche. Ciò non pregiudica affatto il carattere sacro del Cantico, in quanto l'amore erotico dei due amanti, per l'autore del testo, ha origine divina, come si può ricavare da Ct 8,6: «Una fiamma di Dio/del Signore».

### Nella patristica
San Gregorio di Nissa scrisse quindici Omelie sul Cantico dei Cantici, che sono considerate il vertice della sua esegesi biblica. In esse, egli paragona la sposa all'anima e lo sposo invisibile a Dio: l'anima finita è incessantemente protesa verso il Dio infinito e resta continuamente delusa in questa vita per il mancato raggiungimento dell'unione estatica con l'amato, una visione che rapisce e può essere raggiunta pienamente e perfettamente solo nella vita dopo la morte. Fra i cristiani resta possibile una unione nello Spirito Santo con l'unico vero amore e bene che è Dio (Om. 15; PG 44, 1115-1118).
Similmente, anche secondo sant'Agostino, seguendo l'interpretazione allegorica di sant'Ambrogio, il Cantico dei Cantici rappresenta le nozze tra Gesù Cristo e la Chiesa cattolica, pura e vergine, in un contesto ascetico.
L'interpretazione allegorica tradizionale fu ripresa anche dal Commento al Cantico dei Cantici di san Gregorio Magno.
Il Cantico è stato letto nel senso di un matrimonio mistico anche dai rabbini ebrei: come la ricongiunzione fra JHWH e il popolo eletto dopo la cattività babilonese.

### Nella Scolastica
Su richiesta dei monaci di Fossanova, San Tommaso d'Aquino espose il Cantico dei Cantici in punto di morte. Il testo del commento è andato perduto. Nelle sue opere il Cantico dei Cantici è citato più di 300 volte, senza contare le citazioni indirette di autori terzi. Sebbene la teologia dell'Aquinate sia altamente "intellettuale", citando il Cantico egli mette in risalto il carattere affettivo della vita spirituale e trasmette la centralità dell'amore nel cammino dell'anima verso Cristo.

### Ulteriori aspetti
Quasi censurato prima del Concilio Vaticano II per i suoi aspetti erotici e SENSUALI (es. Ct 7,6-14), nella liturgia post-conciliare è stato riscoperto ed è divenuto il testo più letto durante le celebrazioni matrimoniali.
È l'unico libro in cui si intrecciano le tre dimensioni della vita sponsale: aspetto fisico (eros), amore fraterno (philia  : più volte si chiamano amici protagonisti del libro) e agape.

## Edizioni
- Il Cantico dei cantici, traduzione di Cesare Angelini, Milano, All'Insegna del Pesce d'Oro, 1963, SBN LO10304092.
  - versione riveduta,  Collezione di poesia, Torino, Einaudi, 1973.
- Il Cantico dei cantici, traduzione di Guido Ceronetti, Milano, Adelphi, 1985.
  - versione riveduta,  Alpignano, Tallone, 1996.
- Il Cantico dei cantici, traduzione di Fulvio Nardoni, introduzioni di A. S. Byatt, Torino, Einaudi, 1999  [1954], SBN CUB0102703.
- Helmut Gollwitzer, Il poema biblico dell'amore tra uomo e donna. Cantico dei Cantici, a cura di Daniele Garrone, Torino, Claudiana Editrice, 2004, ISBN 978-88-7016-519-7.
- Cantico dei cantici, traduzione di Andrea Ponso, prefazione di Marcello La Matina, Milano, Il Saggiatore, 2018, SBN VIA0352024.
- Piero Capelli (a cura di), Il Cantico dei cantici, Milano, Ponte alle Grazie, 2019, SBN VIA0390510.